# Wyprawa Napoleona do Egiptu
Wyprawa Napoleona do Egiptu (wyprawa egipska) rozpoczęła się 19 maja 1798 roku, kiedy flota Bonapartego wypłynęła z Tulonu, a trwała do października 1801 roku, gdy ostatnie oddziały francuskie opuściły Egipt. Miała ona na celu głównie odcięcie Anglii od jej kolonii w Afryce i Azji. Do Afryki Napoleon zabrał także 167 naukowców, którzy mieli badać kraj (będący wtedy częścią imperium osmańskiego) i jego historię.
2 lipca 1798 Napoleon zajął Aleksandrię, 21 lipca wygrał bitwę pod piramidami, następnie wkroczył do Kairu i opanował cały kraj. Flota angielska w zwycięskiej bitwie morskiej pod Abukirem zniweczyła jednak nadzieje na trwałe opanowanie Egiptu i odcięcie Zjednoczonego Królestwa od Indii.

## Cele naukowe
Wraz z oddziałami Napoleona do Egiptu przybyła również w 1798 roku duża grupa badaczy. Stworzyli oni ogólny obraz tego kraju, a zebrane informacje opublikowali w 12-tomowym dziele pt. Description de l’Égypte w latach 1809–1822. Duży wkład w szerzenie wiedzy powszechnej miał Dominique Vivant Denon. Sztuka starożytnego Egiptu w tej oficjalnej publikacji Instytutu Francuskiego była skromnym fragmentem pracy poświęconej także geografii, hydrografii, zoologii i innym zagadnieniom ówczesnego Egiptu. Naukowcy założyli także w Kairze Instytut Egipski. Wielkie korzyści w dziedzinie archeologii przyniosło odkrycie, podczas wyprawy napoleońskiej, Kamienia z Rosetty, który posłużył Jean-François Champollionowi do odczytania hieroglifów.
W wyprawie uczestniczyli Polacy. Adiutant Napoleona, Józef Sułkowski wspomnienia z ekspedycji zapisał w Notes sur l’expedition d’Egypte. Wśród oficerów sztabu armii znajdowali się Józef Zajączek i Józef Feliks Łazowski.
Wielkie budowle starożytnego Egiptu wywarły na Napoleonie duże wrażenie. Śmiały, młody generał spędził samotnie noc w Wielkiej Piramidzie i podobno był to dla niego ogromny wstrząs, o którym nigdy nie mówił. Bonaparte obliczył też, że z kamienia użytego do budowy trzech piramid w Gizie mógłby otoczyć całą Francję murem wysokości 3 m i grubości 30 cm.
Na mocy traktatu pokojowego z 4 lipca 1801 podpisanego przez gen. Belliarda z przedstawicielami Wielkiej Brytanii do Francji wróciło 13 tys. przebywających w Kairze żołnierzy, uczonych, urzędników i innych osób. Uzgodniono, że francuscy uczeni mogą zabrać wszystkie swoje znaleziska, prócz tzw. kamienia z Rosetty, który ostatecznie trafił do British Museum w Londynie.

## Następstwa
Dzięki wyprawie z 1798 roku Europa zainteresowała się kulturą kraju nad Nilem. Rozpoczęto pierwsze wykopaliska, a także przystąpiono do rysowania i opisywania znalezisk. Jednak oprócz pozytywnych stron tego zainteresowania były też i te negatywne. Zaczęto masowo wywozić zabytki, rozwinął się również handel artefaktami pochodzącymi z epoki starożytnej.
Zasługi poznawcze wyprawy francuskiej na terenie Egiptu zapoczątkowały napływ ekspedycji archeologicznych z różnych krajów, w tym także, w XX wieku, z Polski.